# Padrón
Padrón je obec v autonomním společenství Galicie v  provincii A Coruña a v comarce O Sar. Leží na řece Sar, 25 km jižně od Santiaga de Compostela, na půli cesty do Vilagarcíe. Na ploše 48,4 km² zde žije přibližně 8 300 obyvatel. Zastavují zde některé vlaky linky A Coruña – Santiago – Pontevedra – Vigo, souběžně vede i silnice a dálnice.
Padrón je velmi známé a malebné galicijské městečko s unikátně dochovaným historickým centrem a dvěma desítkami kostelů. Proslulo zejména díky svému spojení se Svatojakubskou legendou. Zejména poutní kostely tvořily jeho stavební památky. Dále je známá kuchyně, užívající např. padrónské papričky, malé zelené papriky, z nichž zhruba 10 % pálí.

## Dějiny

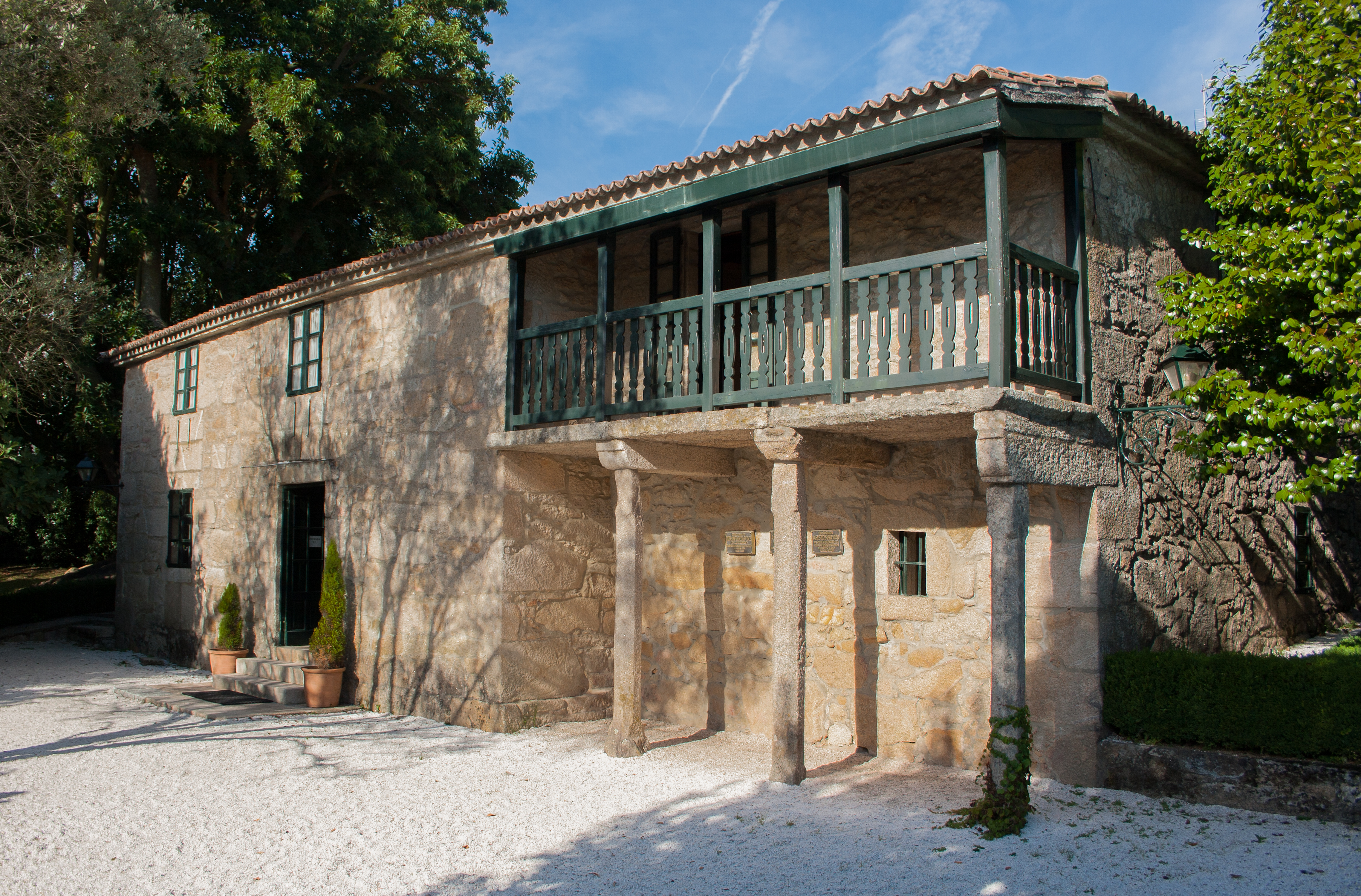
Museum Rosalíe de Castro

Město bylo založeno v antice po ovládnutí Iberského poloostrova Římany, Římské město se nazývalo Iria Flavia; Iria byla druhým názvem padrónu, dnes se tak jmenuje jedno z jeho předměstí. Podle tradice zde v římské provincii Hispania kázal apoštol svatý Jakub Větší, a proto krátce po jeho mučednické smrti v Jeruzalémě jeho žáci Theodor a Athanasius nalodili jeho tělo a dopravili po moři do Hispánie. Kámen, na který loď na břehu narazila (pedrón) dal městu název. Tento kámen se dodnes ukazuje pod hlavním oltářem kostela sv. Petra. V 9. století v něm byl zpřístupněn hrob s ostatky apoštola Jakuba Většího. O tehdejším významu místa svědčí zřízení biskupství, které se před rokem 880 společně s ostatky přesunulo do Santiaga de Compostela, kde byla založena tamní první katedrála. Padrón tak ztratil na významu a stal se jednou ze zastávek na Portugalské cestě Svatojakubské poutní cestě, vedoucí z Lisabonu přes Porto a Ponte de Lima.

## Literární konotace
V Padrónu se narodilo či žilo množství spisovatelů a básníků. Světově nejznámější je romanopisec Camilo José Cela (1916—2002). Pro Galicijce je nejdůležitější básnířka Rosalía de Castro (1837—1885), která zde žila s manželem Manuelem Murguíou; v jejich domku je dnes muzeum této klíčové postavy obrození galicijské literatury. Z Padrónu pocházel také trubadúr Macías O Namorado (14. století) a spisovatel Juan Rodríguez de la Cámara (15. století).